# Ed Spanjaard
Eduard Philip (Ed) Spanjaard (Haarlem, 22 december 1948) is een Nederlands dirigent en pianist.

## Loopbaan
Spanjaard komt uit een muzikaal actieve familie. Thuis werd er veel aan kamermuziek en piano-quatre-mains gedaan. Als uitvoerend musicus werd Spanjaard ook blijvend beïnvloed door de jeugdindrukken die hij ontving van Eduard van Beinum en Hans Henkemans, later ook door Pierre Boulez.
In Amsterdam studeerde hij aan het Conservatorium van de Vereniging Muzieklyceum, onder meer bij Anton Kersjes, en vervolgens aan de Guildhall School of Music and Drama in Londen. Gedurende zijn studie was hij dirigent van amateurensembles als het Leids Studenten Kamer Orkest (LeSKO). Hij was assistent van Bernard Haitink, Georg Solti en Herbert von Karajan. In Londen werkte hij als repetitor van de Royal Opera Covent Garden. In 1978 dirigeerde hij het London Philharmonic Orchestra in Mozarts Così fan tutte tijdens het Glyndebourne Festival. In 1980 en 1981 was hij assistent-dirigent van Karajan bij de Salzburger Festspiele. Bij de Bayreuther Festspiele 1983 was hij assistent van Georg Solti bij Wagners Ring des Nibelungen en legde zo de basis voor zijn werk in de opera.
Hij was enkele jaren vaste gastdirigent van het Nederlands Balletorkest en het Limburgs Symfonie Orkest (LSO) (1982-1988), en leidde vrijwel alle Nederlandse orkesten. Sinds 1982 is Spanjaard de vaste dirigent van het Nieuw Ensemble, dat in 1998 de Prins Bernhard Cultuurfonds Muziekprijs ontving.
Als gastdirigent trad hij op over de hele wereld. Spanjaard werkt als dirigent in zowel het klassieke muziekrepertoire als in de eigentijdse muziek. In Nederland leidde hij bij De Nederlandse Opera Verdi's Rigoletto, bij de Nationale Reisopera Charles Gounods Faust en Verdi's Don Carlos (seizoen 1996/1997) en bij de Opera Zuid Giacomo Puccini's La Bohème en Madama Butterfly alsook Humperdincks Hänsel und Gretel. Ook met het Residentie Orkest en in het buitenland (Canada) maakte hij operaproducties.
In 2000 dirigeerde hij in het Ahoy in Rotterdam het Nederlands Balletorkest in Verdi's La Traviata en Brittens Peter Grimes met de Nationale Reisopera. Met het Nieuw Ensemble bracht hij de kameropera's Wolvendorp en Night Banquet van de Chinese componist Guo Wenjing in première. Begin 2004 werd hij door de opera van Lyon uitgenodigd om de opera Pelléas et Mélissande van Debussy te dirigeren.
Met het Israel Philharmonic Orchestra dirigeerde hij Mahlers Lieder aus Des Knaben Wunderhorn en diens eerste symfonie in 1995 tijdens het staatsbezoek van koningin Beatrix. Regelmatig verzorgt hij optredens met het Ensemble InterContemporain in Parijs en met het Klangforum in Wenen. In 2000 dirigeerde hij in Frankfurt am Main het Ensemble Modern.
Op 2 februari 2002 was Spanjaard verantwoordelijk voor de muzikale begeleiding van het huwelijk van Willem-Alexander en Máxima Zorreguieta. Deze uitvoering van onder meer Adiós Nonino van Ástor Piazzolla met Carel Kraayenhof op bandoneón, leidde tot een cd-opname met dezelfde uitvoerenden, inclusief het Concertgebouw Kamerorkest en het Nederlands Kamerkoor.
Van augustus 2001 tot 2012 was Spanjaard chef-dirigent van het Limburgs Symfonie Orkest. Met het LSO voerde hij in september 2003 tijdens het Musica Sacra Festival te Maastricht Hans Zenders/Schuberts Winterreise uit. Ook een cd-opname met werken van Gabriel Fauré door het LSO en het Nederlands Kamerkoor kreeg van de vakcritici waardering.
In 2009 begon Spanjaard met de Nationale Reisopera en het Orkest van het Oosten in Enschede aan een serie opvoeringen van Wagners Ring des Nibelungen. In dat jaar dirigeerde hij Das Rheingold en in 2010 Die Walküre.
Naast dirigent is Spanjaard pianist. Met het Nederlands Kamerkoor kwam een cd tot stand met werken van Rudolf Escher, die in 1999 met de Edison onderscheiden werd. Samen met violiste Emmy Verhey en zijn broer Lodewijk vormt hij het Trio Belle Image. Ook met de popmuzikant Spinvis heeft Ed Spanjaard samengewerkt (in 2006).
Bij zijn afscheid van het Limburgs Symfonie Orkest in 2012 werd Spanjaard geridderd tot Officier in de Orde van Oranje-Nassau. Ook werd hij benoemd tot honorair dirigent "voor het leven" van dit orkest, dat sinds 2013 niet meer bestaat.
Ed Spanjaard was vaste dirigent van het Orkest van het Oosten met ingang van het seizoen 2017-2018, als opvolger van Jan Willem de Vriend. Aan het eind van het seizoen 2018-2019 nam hij afscheid toen dat orkest fuseerde met Het Gelders Orkest.
Sinds 2016 is Spanjaard lid van de Akademie van Kunsten. In 2021 werd hem door koning Willem-Alexander de Eremedaille voor Kunst en Wetenschap toegekend.

## Opnamen
De discografie van Spanjaard omvat muziekopnames van Mozart, Mahler, Wagner, Fauré, Poulenc, Carter, Franco Donatoni, Kagel, Tsoupaki, Rudolf Escher, Ton de Leeuw, Hendrik Andriessen, Louis Andriessen, Guo Wenjing, Verdi, Rossini, Badings, Diepenbrock, Matty Niël, Heppener, Van der Aa, Debussy, Ravel, Messiaen, Florentz, Jolivet, Français, Van Baaren, Otto Ketting, Bosmans, Loevendie, Leo Smit, Van Gilse, Verbey, James Dillon, W.F. Bon, Boulez, Robin de Raaff, Pijper, Diderik Wagenaar, Jonathan Harvey, Kox, Hurel, Jeff Hamburg, Frank Martin, Ferneyhough, Roberto Gerhard, Visman, Jeths, Van Roosendael, Stravinsky en Busoni.